# هانس روزنبرغ
هانس روزنبرغ (بالألمانية: Hans Rosenberg)‏ هو مؤرخ ألماني، ولد في 26 فبراير 1904 في هانوفر في ألمانيا، وتوفي في 26 يونيو 1988 في Kirchzarten ‏ في ألمانيا.